# Романюк Олександр Миколайович
Олександр Миколайович Романюк — український вищий керівник, т.в.о. генерального директора АТ «Укргазвидобування» (до січня 2023 року). У червні 2015 року Олександра Романюка призначено першим заступником голови правління АТ «Укргазвидобування». З травня 2020 року — директором дивізіону «Розвідка та видобування» НАК «Нафтогаз України». З травня 2022 року обіймав посаду т.в.о. генерального директора АТ «Укргазвидобування». Має понад двадцять років досвіду реформування та управління приватними та публічними компаніями.

## Освіта
- У 2000 закінчив Київський національний економічний університет імені Вадима Гетьмана, здобувши ступінь бакалавра за спеціальністю «Міжнародні економічні відносини», ступінь магістра за спеціальністю «Міжнародна інвестиційна діяльність», ступінь бакалавра за спеціальністю «Господарське право».
- У 2002 закінчив навчання в аспірантурі Інституту світової економіки та міжнародних відносин НАН України.
- У 2003 закінчив навчання за програмою «Mini MBA» у McKinsey Institute, Коннектикут, США.
- У 2023 році здобув ступінь магістра з нафтогазової інженерії та технологій (reservoir engineering) у Івано-Франківському національному технічному університеті нафти і газу.

Навчався та отримав членство в Асоціації присяжних сертифікованих бухгалтерів (ACCA), Велика Британія.

## Кар'єра
1997—2000 пропрацював в українському підрозділі міжнародної консалтингової та аудиторської компанії Coopers & Lybrand / PricewaterhouseCoopers (PwC) старшим консультантом у підрозділі управлінського консалтингу.
2001—2005 — старший консультант, керівник проєктів міжнародної консалтингової компанії McKinsey & Company. 
2005—2009 — керівник інвестиційних проєктів з придбання промислових активів, розвитку родовищ корисних копалин та об'єктів нерухомості.
2009—2010 — радник генерального директора Державного космічного агентства України.
2011—2015 — радник генерального директора EastOne Group з питань розвитку родовищ природних ресурсів та проєктів в галузі нерухомості.
З червня 2015 року Олександра Романюка призначено на посаду першого заступника голови правління — директора виконавчого АТ «Укргазвидобування» .
26—28 лютого 2019 року в межах Українського Енергетичного Форуму Олександр Романюк розповів про роботу Укргазвидобування на наявних родовищах.
Під час П'ятого українського газового форуму 09—10 жовтня 2019 р. очільник Укргазвидобування розповів про залучення інвестицій та інновацій в український газовидобуток.
У травні 2020 року очолив дивізіон «Розвідка та видобування» НАК «Нафтогаз України» — керував розвідкою та видобуванням вуглеводнів на родовищах Укргазвидобування, шельфі Чорного моря, «Чорноморнафтогазу» та НАК «Надра Юзівська». Основними завданнями дивізіону є розвиток ресурсної бази вуглеводнів та досягнення енергонезалежності України.
У травні 2022 року призначений т.в.о. генерального директора АТ «Укргазвидобування». Залишив компанію у січні 2023 року. За цей час, в умовах повномасштабної війни, Укргазвидобування досягло одного з найменших по галузі показників зниження видобутку на рівні 3 %, видобувши за результатами 2022 року 12,5 млрд куб. м українського газу.
Коментуючи роботу в Укргазвидобуванні, Олександр Романюк зазначив: «Порівнюючи роботу Укргазвидобування зараз і 7-8 років назад, ми побачимо дуже велику різницю. Сьогодні маємо сучасну, модернізовану технологічну компанію з досить високим рівнем діджиталізації виробничих та сервісних процесів, яка ефективно оперує родовищами, які є в неї на балансі. Так, це родовища з рівнем виснаження більше 80%, відкриті переважно ще за радянських часів. Але ефективність керування ними є не гіршою ніж в аналогічних компаній за кордоном. Вона вимірюється тим, скільки від залишкових запасів відбирається щороку. Цей показник коливається від 3% до 10% залежно від розмірів родовища та стадії його виснаження».
У березні 2023 року Олександр Романюк у межах інтерв'ю виданню Ліга.Бізнес повідомив, що Укргазвидобування підпільно видобувало газ на окупованих територіях.
У інтервʼю галузевому виданню «Нафта і газ України» у вересні 2023 року повідомив, що потенціал нетрадиційних покладів газу на ліцензійних ділянках Укргазвидобування становить 200 млрд куб. м блакитного палива. За словами Олександра Романюка це найбільш перспективний напрям збільшення видобутку газу в Україні.
У вересні 2023 року Олександр Романюк відкрив власну компанію ТОВ «Українська Енергія», у якій обіймає посаду генерального директора.
«Українська енергія» залучає інвестиції в українську енергетику, надаючи такі послуги:
- пошук родовищ для придбання / пошук інвесторів,
- незалежний геологічний, технічний та екологічний аудит,
- розробка / перевірка планів розвідки та розробки родовищ,
- оцінка родовищ,
- купівля / продаж родовищ,
- управління розвідкою та розробкою родовищ.

## Нагороди
- 7 червня 2018 року отримав орден святителя Миколая Чудотворця від Патріарха Української православної церкви Київського патріархату — Філарета за труди на благо української держави[20].
- У листопаді 2022 року отримав почесний нагрудний знак «За сприяння війську» від Головнокомандувача Збройних Сил України Валерія Залужного.[21]

## Знання мов
Вільно володіє українською та англійською мовами, а також німецькою (зі словником).